# Applikationsintegration
Applikationsintegration innebär automatiserad informationsöverföring mellan självständiga system och att överbrygga de skillnader som finns mellan dessa system. De vanligaste skillnaderna är:
- Format (data) inklusive datatyper
- Informationsinnehåll
- Kommunikationsprotokoll
- Semantik